# Chorągiew tatarska Lechtezara Szabłowskiego

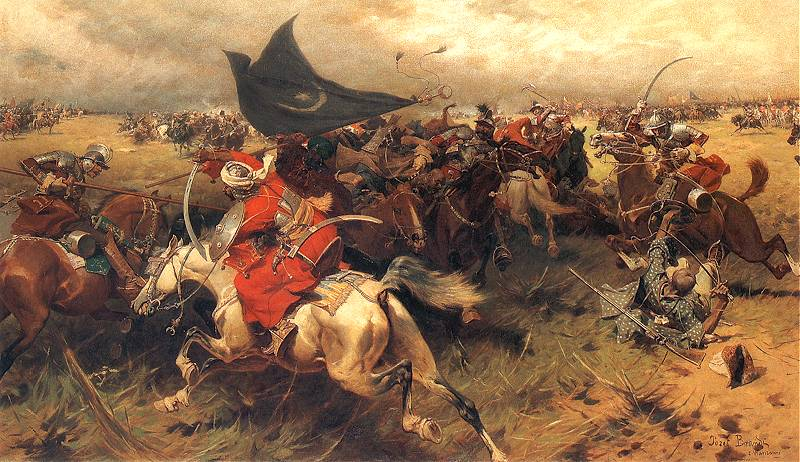
Józef Brandt Walka o sztandar turecki

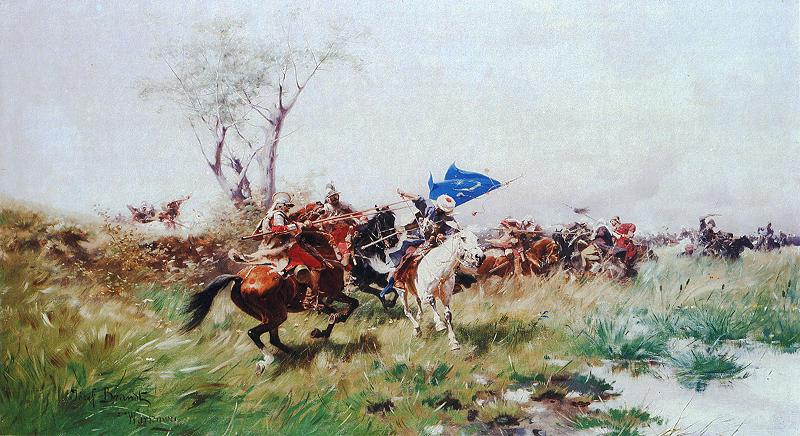
Józef Brandt Atak kawalerii

Chorągiew tatarska Lechtezara Szabłowskiego – chorągiew tatarska jazdy koronnej drugiej połowy XVII wieku.
Rotmistrzem chorągwi był Lechtezar Szabłowski.
Jej żołnierze brali udział w działaniach zbrojnych wojnie polsko-kozacko-tatarskiej 1666 – 1671. W 1672 roku, przeszli na stronę sułtana tureckiego Mehmeda IV.
Po zdobyciu Baru przez wojska Rzeczypospolitej Obojga Narodów 12 listopada 1674 roku, nastroje wśród żołnierzy chorągwi zmieniły się, a nowo wybrany król Polski Jan III Sobieski, przyjął ich ponownie w szeregi armii koronnej.

## Bunt Tatarów w 1672
Pierwsze chorągwie tatarskie zaczęły porzucać swoje leża zimowe pod koniec 1671 roku, jednak dopiero wiosną 1672 roku doszło do buntu jazdy tatarskiej, kiedy to na stronę turecką przeszło kilkunastu rotmistrzów tatarskich wraz ze swymi chorągwiami.
Byli to m.in. rotmistrzowie: Adamowicz, Aleksandrowicz, Murza Korycki, Samuel Krzeczowski, Adam Murawski, Dżafar Murawski, Hussejn Murawski, Samuel Murza, Samuel Sulimanowicz, Daniel Szabłowski i Lechtezar Szabłowski.
Wystąpieniem tym kierował rotmistrz Aleksander Kryczyński. Jako jeden z nielicznych do buntu nie przystąpił rotmistrz Krzysztof Szachmancer, który nakazał swym żołnierzom powrót do Ostroga.